# ルジャイン・ハズルール
ルジャイン・アル＝ハズルール（アラビア語: لجين الهذلول、英語: Loujain al-Hathloul、1989年7月31日 - ）は、サウジアラビアにおける女性の権利の拡大を求める運動家。ソーシャルメディア上で影響力を持ち、2018年5月から2021年2月にかけて刑務所に収監されていた。
ルジャインはブリティッシュコロンビア大学を卒業した。ルジャインはサウジアラビアにおける女性の車の運転を禁じる法律を公然と無視する行為により何度か逮捕と釈放を繰り返し経験しており、2018年5月には、他の女性の権利の拡大を求める運動家数人と共に、王国秩序を乱した罪（未遂）により再逮捕された。ルジャインは2015年の最も影響力のあるアラブ人女性100人（Top 100 Most Powerful Arab Women 2015）のリストで3番目にノミネートされた。
ルジャインの夫は、サウジアラビア人のコメディアン、ファハド・アル＝ブタイリーであるが、彼もまた2018年3月に逮捕され、サウジアラビアの刑務所にいる。

## 女性の権利拡大を求める活動
ルジャイン・ハズルールは、サウジアラビアにおける「乗用車を女性が運転する権利」を求める運動と「女性が男性に保護を受ける義務」に反対する運動の2つによりよく知られている。2014年12月1日にルジャインはアラブ首長国連邦からサウジアラビア王国へマイカーを走らせて国境を渡ろうとし、女性の運転を禁じる王国の法律をないがしろにした罪により逮捕され、73日間拘束された。ルジャインはアラブ首長国連邦における運転免許証を有していたが、サウジ警察はそのことを意に介さなかった。
2016年9月、男性による女性の保護システムの撤廃をサルマーン国王に求める請願運動において、ルジャイン・ハズルールは、14000人の他の請願者と共に請願に加わった。2017年6月4日、ダンマームのキング・ファハド国際空港において、ルジャインは逮捕されたが、理由は明らかにされておらず、2017年6月時点では弁護士や家族が彼女にコンタクトを取ることも許可されなかった。
ルジャインは2018年5月15日に、4人の女性、2,3人の男性と共に再び拘束された。全員がサウジアラビアにおける女性の権利を拡大する運動に参加している人物である。ヒューマン・ライツ・ウォッチによる解釈によれば、逮捕の目的は「王太子の人権関連アジェンダに疑問を表明する者なら誰でも」いいから震え上がらせようとすることにある。
サウジアラビアでは、2018年6月に女性にも運転する権利が付与されたが、ルジャイン・ハズルールは2018年12月現在、仲間の運動家と共にザフバーン中央刑務所に収監されている。
2021年2月10日、ルジャインは1001日の拘束期間を経て釈放された。自身や家族により本人の顔写真を含む投稿がフェイスブック上に投稿された。